# عمر سيجورا
عمر سيجورا (بالإسبانية: Omar Segura)‏ هو منافس ألعاب قوى مكسيكي، ولد في 24 أبريل 1981.

## وصلات خارجية
- عمر سيجورا على موقع الاتحاد الدولي لألعاب القوى (الإنجليزية)
- عمر سيجورا على موقع أوليمبيديا (الإنجليزية)